# Dragova doktrína
Dragova doktrína (španělsky: La Doctrina Drago) je formulována v nótě argentinského ministra zahraničních věcí Luise Maria Draga adresovaného ministerstvu zahraničí Spojených států amerických a latinskoamerickým vládám z 29. prosince 1902.

## Obsah dopisu
Drago v dopise reflektoval britsko-italsko-německý záměr přinutit Venezuelu, plnit své finanční závazky vůči nim. Nástrojem k tomu byla námořní blokáda venezuelských přístavů. Ministr Drago odkazoval na Monroeovu doktrínu a zdůraznil, že žádná z evropských ani jiných zemí, nedisponuje právem vojensky zasáhnout na západní polokouli za účelem vymožení svých dluhů.

## Další osud
Dragova doktrína fakticky rozšiřovala Monroeovu doktrínu vyhlášením, že nejen evropské, ale žádné země včetně USA nemají právo na intervenci v Latinské Americe, odůvodněnou vymáháním dluhů. V roce 1904 přijaly Spojené státy americké  Rooseveltův dodatek k Monroeově doktríně, hovořící o právu americké vojenské intervence v zemích Karibiku a Střední Ameriky, v případě jejich neschopnosti splácet své zahraniční dluhy. Cílem měla být ekonomická stabilizace těchto zemí a nepřipuštění případného vojenského zásahu ze strany věřitelů (tj. evropských států).
Modifikovaná verze této nóty byla přijata z iniciativy USA na konferenci v Haagu roku 1907, která hovořila o tom, že před dalšími akcemi musí být vyčerpána mírová řešení sporů (např. arbitráž, soudní proces).